# Småtjärnarna (Järna socken, Dalarna)
Småtjärnarna är en sjö i Vansbro kommun i Dalarna och ingår i Dalälvens huvudavrinningsområde.